# Patricia Bergquist
Dama Patricia Rose Bergquist DBE (nacida Smyth, 10 de marzo de 1933 – 9 de septiembre de 2009) fue una científica neozelandesa, especializada en anatomía y taxonomía. Accedió con honores a profesora emérita de zoología y profesora de anatomía en la Universidad de Auckland.

## Biografía
Primero asistió a la Escuela Primaria Devonport; y, la media en Dux de Takapuna Escuela de Gramática; antes de asistir a la Universidad de Auckland en 1950. Allí, completó el MSc con Primeros Honores de Clase en biología de especies de helecho y un segundo MSc equivalente en zoología. Luego, en 1961, obtuvo su PhD en taxonomía de Porifera.
Siguiendo su doctorado estudió en el extranjero, inicialmente en la Universidad Yale donde amplió su pericia sistemática, deviniendo una educadora e investigadora en la Universidad de Auckland en anatomía, taxonomía y zoología, con interés particular en esponjas marinas. Sentó un marco estable de clasificación de nivel superior, permitiendo el reconocimiento de las relaciones genéricas y facilitando la descripción de las nuevas especies que faltaban.

## Honores
Bergquist fue hecha Dama Comandante de la Orden del Imperio británico en los Honores 1994 Año Nuevo, por servicios a la ciencia. Fue miembro de la Sociedad Real de Nueva Zelanda (FRSNZ).

## Vida personal
Sus padres William Smyth, un electricista, y Bertha Smith, ama de casa. Tuvo dos hijos: Norman y Catherine. En 1958, se casó con Peter Bergquist; y tuvieron una hija, Claire.

## Publicaciones
Fue coautora con Mary E. Sinclair "The Morphology and Behaviour of Larvae of Some Intertidal Sponges", para el New Zealand Journal of Marine & Freshwater Research, publicado el 20 de octubre de 1967.

### Otras publicaciones
- 1978. Sponges. Publicó University of California Press, 268 p. ISBN 0520036581, ISBN 9780520036581

## Muerte
Patricia murió de cáncer de mama el 9 de septiembre de 2009, a los 76 años.